# Modnation Racers
ModNation Racers är ett racingspel till Playstation 3 och Playstation Portable. Spelet fokuserar mycket på ledorden "Play, create, share" (svenska: "spela, skapa, dela"), vilket refererar på de funktioner i spelet som möjliggör det för spelaren att skapa och dela med sig av karaktärer, banor och fordon. ModNation Racers utannonserades först på E3 2009 som ett spel exklusivt till Playstation 3, men i februari 2010 utannonserades det att spelet även skulle komma till PSP..

## Spelet
I spelet kallas du för "Tag", som är med i tävlingen MRC (ModNation Racing Championship), och ditt mål är att klara alla banor, låsa upp alla saker, vinna över alla elitförare, och klara bossen "Espresso". Första gången du kör ditt lopp, ser du ut som vanliga Tag, sedan kan du designa din egen mod (gubbe), och din egen kärra. Sen, när du vinner på banor, låser du upp en ny, svårare bana du måste klara. På varje bana finns tre mål: 1. Lopp, 2. Poäng, och 3. Bonus. "Lopp" brukar nästan alltid vara "Kom trea eller bättre". "Poäng" brukar vara till exempel "Få 10000 sladdpoäng". Dock krävs det att man måste komma etta då. "Bonus" brukar vara nästan som "Poäng". Är det en elit som har gjort banan, brukar det vara "Preja (till exempel Drillbit)". Om du till slut klarar alla tre mål, kommer eliten upp och frågar om en missnöjesmatch. På en missnöjesmatch ska du köra banan igen, ibland bara med eliten, ibland med eliten + massa personer som ser exakt likadana ut.
För varje mål som du klarar, får du några föremål, som du kan använda för att skapa mods, kärror eller banor. Klarar du en missnöjesmatch-utmaning vinner du eliten, elitens bil, plus föremål som eliten har på sig.